# Edward Gal
Edward Gal (Rheden, 4 marzo 1970) è un cavaliere olandese.

## Biografia
E' apertamente omosessuale ed intrattiene une relazione sentimentale il compagno di squadra Hans Peter Minderhoud.
Ha rappresentato la Paesi Bassi ai Giochi olimpici estivi di Londra 2012, vincendo la medaglia di bronzo nel dressage a squadre con Anky van Grunsven e Adelinde Cornelissen.
Ha partecipato inoltre alle edizioni di Rio de Janeiro 2016 e Tokyo 2020.

## Palmarès

### Olimpiadi
- 1 medaglia:
  - 1 bronzo (Londra 2012 nel dressage a squadre)

### Mondiali
- 5 medaglie:
  - 3 ori (Lexington 2010 nel dressage a squadre; dressage 2010 nel dressage speciale; Lexington 2010 nel dressage freestyle)
  - 1 argento (Aachen 2006 nel dressage a squadre)
  - 1 bronzo (Normandia 2014 nel dressage a squadre)

### Europei
- 7 medaglie:
  - 3 ori (Windsor 2009 nel dressage a squadre; Windsor 2009 nel dressage freestyle; Aachen 2015 nel dressage a squadre)
  - 3 argenti (Hagen 2005 nel dressage a squadre; Windsor 2009 nel dressage speciale; Herning 2013 nel dressage a squadre)
  - 1 bronzo (Rotterdam 2011 nel dressage a squadre)

### Coppa del Mondo
- 5 medaglie:
  - 1 oro (Den Bosch 2010 nel dressage individuale)
  - 3 argenti (Düsseldorf 2004 nel dressage individuale; Las Vegas 2005 nel dressage individuale; Las Vegas 2015 nel dressage individuale)
  - 1 bronzo (Lione 2014 nel dressage individuale)